# Paramathi
Paramathi é uma panchayat (vila) no distrito de Namakkal, no estado indiano de Tamil Nadu.

## Demografia
Segundo o censo de 2001,  Paramathi  tinha uma população de 10,957 habitantes. Os indivíduos do sexo masculino constituem 50% da população e os do sexo feminino 50%. Paramathi tem uma taxa de literacia de 69%, superior à média nacional de 59.5%: a literacia no sexo masculino é de 77% e no sexo feminino é de 61%. Em Paramathi, 11% da população está abaixo dos 6 anos de idade.